# Државна комисија за утврђивање злочина окупатора и њихових помагача
Државна комисија за утврђивање злочина окупатора и њихових помагача основана је 30. новембра 1943. одлуком Председништва Антифашистичког већа народног ослобођења Југославије.

## Правни темељи за оснивање Комисије
Током Другог светског рата, фашистичке армије и њихови савезници и квислинзи починили су у свим окупираним земљама масовне злочине над људима, те уништавања и разарања имовине и националне привреде угњетених народа. Зато су земље-чланице антихитлеровске коалиције, Совјетски Савез, Велика Британија и Сједињене Америчке Државе донеле на конференцији у Москви, октобра 1943, одлуку да се после завршетка рата сви живи злочинци, припадници окупаторских и квислиншких формација врате у земље у којима су починили злочине, да би могли бити суђени и кажњени по законима тих земаља. Ради тога је формирана октобра 1943. међународна Комисија за ратне злочине.

## Оснивање и рад Комисије
Генерална скупштина Организације Уједињених нација усвојила је на свом Првом заседању, 10. јануара 1946. године, у Лондону Резолуцију о ратним злочинцима. АВНОЈ је на свом Другом заседању, 30. новембра 1943, донео одлуку којом се при председништву Националном комитету ослобођења Југославије формира Државна комисија, а при антифашистичким сукпштинама народног ослобођења (ЗАВНОХ, СНОВ, ЗАВНОБиХ, ЦАСНО, АСНОМ, АСНОС, АСНОАПВ, АСНО Космета, АСНО Санџака) формиране су покрајинске комисије према њиховим посебним одлукама. Свака комисија састојала се од Правног, Истражног, Пропагандног, Извршног, Регистрационог и Персоналног одељења.
Комисије су се у раду ослањале на Народноослободилачке одборе, Народноослободилачку војску Југославије и њихове органе. Национални комитет је 8. маја 1944. донео Правилник о њиховом раду. Према правилнику, задатак Комисије је био да на основу документа и сведочења, правним поступком, испитају и утврде злочине почињене у Југославији за време Другог светског рата, као и све злочинце који су учествовали у њиховом извршењу или су их наређивали и организовали.
Поред тога, Комисије су имале задатак да објаве прикупљену документовану грађу о ратним злочинцима и злочинима. Правилник је обавезивао све органе народне власти и појединце код којих се налазио ма какав доказни материјал о ратним злочинцима, да га предају Комисији или њеним органима.
У периоду од 1944. до 1946, Државна комисија је издавала саопштења о злочинима окупатора и њихових помагача. То су правни акти који садрже имена злочинаца и описе њихових злочина, утврђене на основу прикупљених документа. Рад Комисије укинут је 12. априла 1948. године.